# Деббі (циклон)
Циклон Деббі (англ. Tropical Cyclone Debbie) — перший у сезоні 2017 року тропічний циклон поблизу Австралії, найсильніший циклон в австралійському регіоні з 2014—2015 рр. — від циклону Куанг. Формування Циклону Деббі як тропічного циклону розпочалося мінімум 23 березня, ураган поступово посилювався, названий тропічним циклоном 26 березня.
Жителям низинних районів Квінсленда і Ерлі-Біч було наказано покинути свої будинки. Зокрема, пізно ввечері 27 березня, всього за 12 годин до виходу циклону на сушу, 25000 жителів в низинних районах Квінсленда було наказано евакуюватися.. 

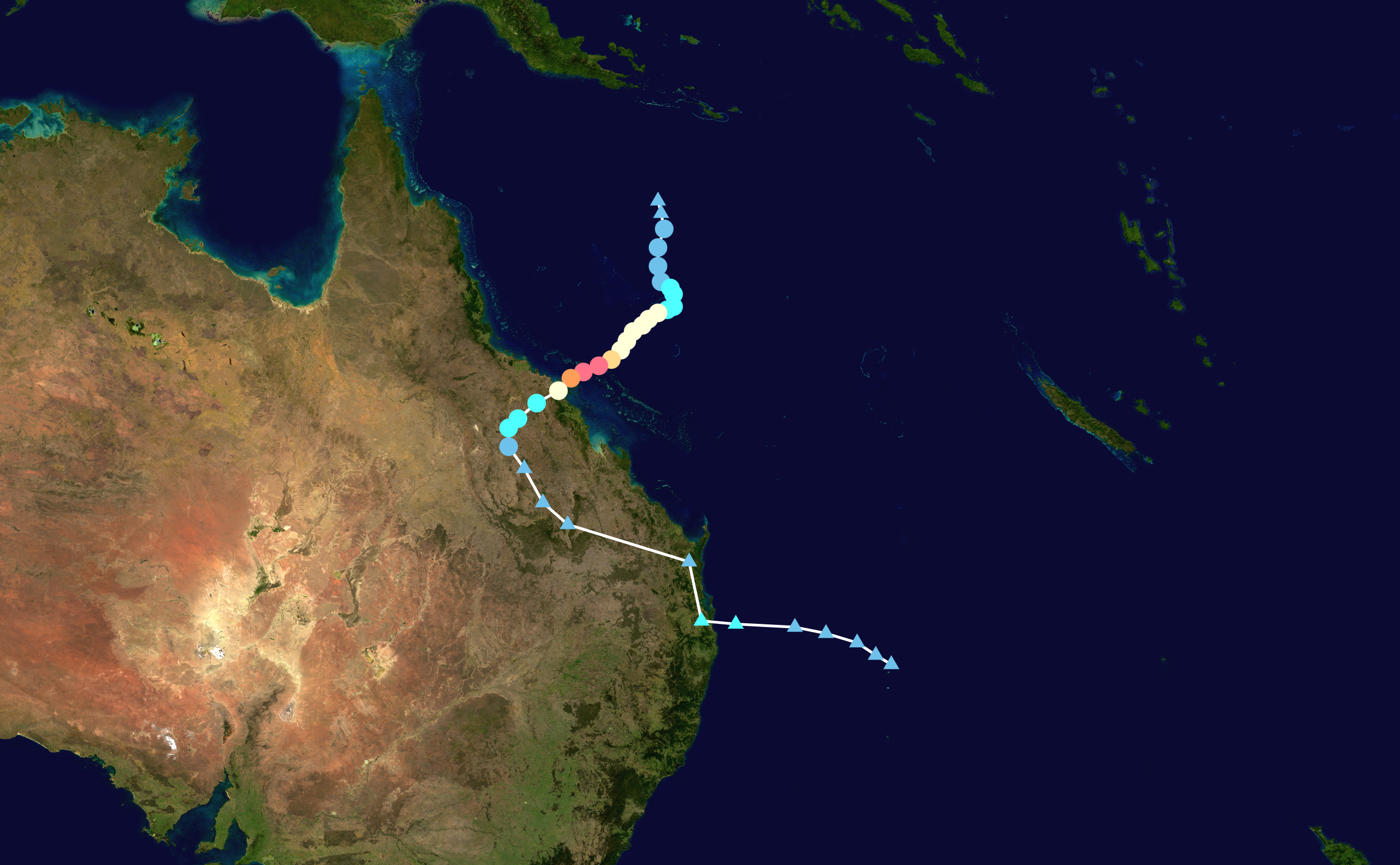
Циклон Деббі: траєкторія руху

З 27 березня 102 шкіл і 81 центрів ранньої освіти Квінсленда були закриті. Всі рейси в ряді аепортів регіону були скасовані з 27 березня.
28 березня тропічний циклон Деббі активізувався до четвертої категорії і досяг півночі узбережжя Квінсленда. Швидкість вітру — більш ніж 125 кілометрів на годину вже є на островах Уїтсанді, Ерлі-Біч і частині Маккай. Очікується його розвиток до п'ятої категорії, вітер поблизу центру складає до 275 кілометрів на годину.